# Modellszervezet

Escherichia coli (kólibacilus), Gram-negatív prokarióta modellszervezet

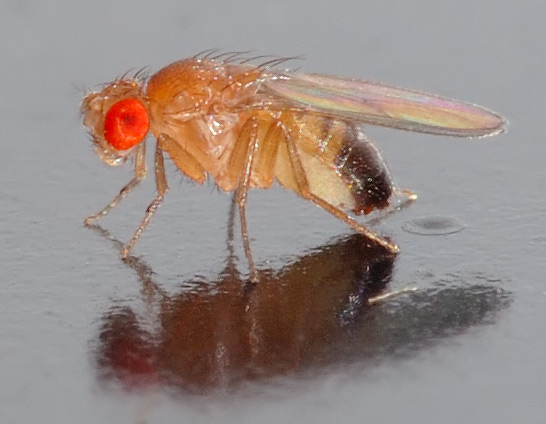
Drosophila melanogaster (ecetmuslica), az egyik legismertebb kísérleti alany

A modellszervezet vagy modellorganizmus olyan (az emberi fajon kívüli) faj, amit annak reményében tettek kutatások célpontjává, hogy a fajjal kapcsolatban fellépő egy-egy biológiai jelenség vizsgálata közben tett felfedezések betekintést nyújtanak majd más szervezetek életfolyamataiba is. Gyakran annak reményében tanulmányozzák a modellszervezeteket, hogy emberi betegségek gyógymódját vagy lehetséges okait felderítsék, olyan esetekben is, amikor az emberkísérletek alkalmazhatatlanok vagy etikátlanok lennének. Ezt a megközelítést az összes földi élőlény közös leszármazása, valamint az evolúció folyamán az anyagcsere-, a fejlődéstani útvonalak és a genom megőrződése teszi lehetővé.
A modellszervezetek tanulmányozásából fontos információk nyerhetők, de óvatosnak kell lenni a szervezetek közötti általánosítások megtételével.

## Modellszervezet választása
A modellszervezetek olyan élőlények, melyek vizsgálatával bőségesen ki lehet nyerni olyan biológiai adatokat, amik hasznosnak bizonyulhatnak más, közvetlenül nehezebben tanulmányozható fajok – köztük az ember – vizsgálatakor. Vannak köztük genetikai modellek (rövid nemzedékváltások közti időkkel, mint az ecetmuslica vagy a C. elegans fonálféreg esetében), kísérleti modellek és az evolúciós törzsfában sarkalatos helyet elfoglaló genomikai modellek.
A modellszervezetekről sokszor kimerítő genomikai információkkal rendelkezünk, mint pl. a NIH modellszervezetek esetében.
Gyakran jó kísérleti manipulálhatóságuk alapján választanak modellorganizmust. Az ezzel kapcsolatos jellemzők közé tartozik a rövid életciklus, genetikai manipulációs technikák (beltenyésztett törzsek, őssejtvonalak, genetikai transzformációs technikák) hozzáférhetősége, könnyen biztosítható életkörülmények.
Sok esetben a modellszervezet genomjának speciális tulajdonságai miatt döntenek a szekvenálás mellett – például mert nagyon kompakt, vagy kis mértékben tartalmaz nem kódoló DNS-t, pl. az élesztő, az Arabidopsis vagy a gömbhal esetében.
Amikor a kutatók modellszervezetet választanak, több jellemzőt is figyelembe vesznek. Ilyen az élőlény mérete, életciklusának hossza, hozzáférhetősége, kísérleti manipulálhatósága, genetikája, különböző mechanizmusainak konzerváltsága, az elérhető gazdasági haszon. Mióta a genetikai vizsgálatok könnyebben elérhetővé, és az összehasonlító molekuláris biológiai kutatások elterjedtebbé váltak, az evolúciós törzsfa nagyobb területeiről választhatnak modellszervezetet a kutatók.

## Modellszervezetek használata
Mára számtalan modellszervezetet használnak a biológusok. A molekuláris biológiában használt egyik első modell az emberi emésztőrendszerben általános Escherichia coli. Számos, az E. coli-t fertőző bakteriális vírus, azaz bakteriofág (pl. a lambda-fág és a T4-fág) is rendkívül hasznosnak bizonyult a génszerkezet és a génszabályozás vizsgálatában. Magukat a bakteriofágokat vírusok lévén nem tekintik önálló élőlényeknek, mivel nincsen anyagcseréjük és kizárólag a gazdasejt közreműködésével képesek a sokszorozódásra.
Az eukarióták közül számos élesztőfajt, különösen a sörélesztőt (Saccharomyces cerevisiae) használtak széleskörűen a genetikában és a sejtbiológiában, főként mert könnyen és gyorsan növeszthetők. Az egyszerű élesztő sejtciklusa nagyon hasonló az emberéhez, és szabályozó fehérjéi is homológok. A Sophophora melanogastert szintén az állatok között könnyűnek számító tartása, valamint jól látható örökletes jellegei, a nyálmirigyeiben lévő, fénymikroszkóp alatt vizsgálható, óriáskromoszómája (politénia) miatt. A C. elegans fonálférget azért választották, mert fejlődési állapotai meghatározott számú sejtet tartalmaznak, és rendellenességei könnyen észlelhetők.

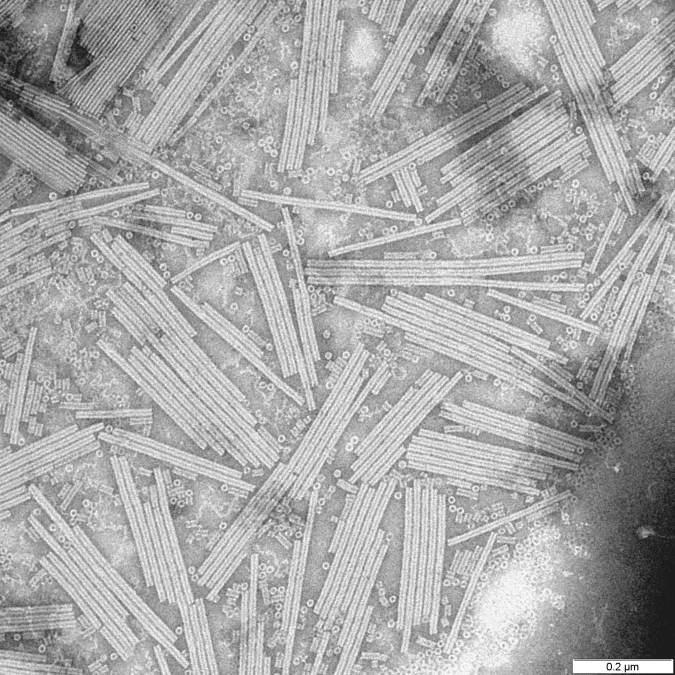
Dohánymozaik-vírus részecskéinek elektronmikroszkópos képe

## Fontos modellszervezetek

### Vírusok
A vírusok közé tartoznak:
- Lambda-fág
- Phi X 174 – genomja az első volt, amit szekvenáltak. 11 génből, 5386 bázispárból álló körkörös genom.
- Dohánymozaikvírus

### Prokarióták
A prokarióták közé tartoznak:

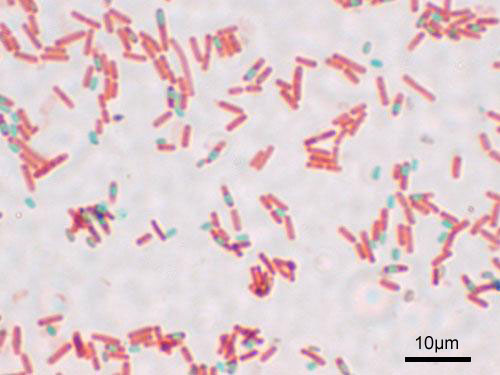
Bacillus subtilis sporulációja

- Escherichia coli (E. coli) – ez az elterjedt, Gram-negatív bélbaktérium a molekuláris genetika legszéleskörűbben használt modellszervezete.
- Bacillus subtilis – endospóra létrehozására képes, Gram-pozitív baktérium
- Caulobacter crescentus – két, egymástól különböző sejtre osztódó baktérium, amit a sejtdifferenciálódás tanulmányozására használnak.
- Mycoplasma genitalium – minimál-organizmus, méretre és genomra való tekintettel is (521 gén).
- Aliivibrio fischeri – a „quorum sensing”, a biolumineszcencia és a kurtafarkú tintahallal (Euprymna scolopes) való állat-baktérium közötti szimbiotikus kapcsolata teszi érdekessé.
- Synechocystis – fotoszintetikus cianobaktérium, a fotoszintézis kutatásában használják.
- Pseudomonas fluorescens – laboratóriumban könnyen különböző törzsekké diverzifikálható talajbaktérium.

### Eukarióták
Az eukarióták közé tartoznak:

#### Protiszták
- Chlamydomonas reinhardtii – egysejtű zöldmoszat, amit a fotoszintézis, az ostorok és a motilitás, az anyagcsere szabályozása, a sejtszintű felismerés és adhézió, a tápanyagmegvonásra való válasz és sok más téma vizsgálatára felhasználnak. A Chlamydomonas reinhardtii genetikája jól ismert, számos ismert és feltérképezett mutációval és részszekvenciával, továbbá számos fejlett módszer létezik a génjeinek kiválasztására és genetikai transzformációjára.[5] A Chlamydomonas reinhardtii teljes genomjának szekvenálását 2007 októberében jelentették be.[6] A Duke Egyetemen Chlamydomonas-géngyűjtemény létezik, és egy nemzetközi Chlamydomonas kutatói érdekcsoport, aminek tagjai rendszeresen találkoznak a kutatási eredmények megbeszélésére. A Chlamydomonas meghatározott táptalajon könnyen és olcsón növeszthető.
- Dictyostelium discoideum – a molekuláris biológiában és genetikában használt (genomját szekvenálták), a sejtkommunikációval, sejtdifferenciálódással és a programozott sejthalállal kapcsolatban tanulmányozzák.
- Tetrahymena thermophila – szabadon élő csillós.
- Gephyrocapsa huxleyi – tengeri egysejtű kokkolitofóra alga, alaposan tanulmányozott fitoplankton-modellfaj.

#### Gombák
- Ashbya gossypii, a gyapot kártevője, genetikai kutatások alanya (polaritás, sejtciklus)
- Aspergillus nidulans, genetikai kutatások penészgombaalanya
- Coprinus cinereus (trágyatintagomba), kalapos gomba (a gombafejlődés, valamint a meiózis genetikai tanulmányozása)[7]
- Neurospora crassa, kenyérpenész (a meiózis, az anyagcsere-szabályozás és a cirkadián ritmus genetikai vizsgálata)[8]
- Saccharomyces cerevisiae, sörélesztő
- Schizophyllum commune – a gomba föld feletti része (termőtest) kialakulásának modellszervezete[9]
- Schizosaccharomyces pombe, hasadó élesztő (sejtciklus, sejtpolaritás, RNS-interferencia, centromerstruktúra és -funkció, transzkripció)
- Ustilago maydis, kétalakú élesztő, kukorica-patogén (dimorfizmus, növénypatogenitás, transzkripció)

#### Növények

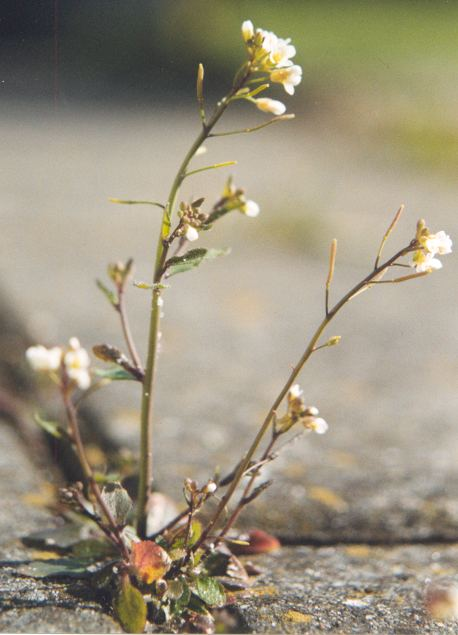
Arabidopsis thaliana

- Arabidopsis thaliana vagy lúdfű, jelenleg a legnépszerűbb modellnövény. Ez a lágyszárú, kétszikű növény a keresztesvirágúak családjába tartozik. Kis termete és rövid, mintegy hat hetes tenyészideje a genetikai kutatások kiváló alanyává teszik,[10] számos fenotípusát és biokémiai mutánsát feltérképezték.[10] Az Arabidopsis volt az első növény, aminek a genomját szekvenálták.[10] A szekvenciát, sok más a növénnyel kapcsolatos információval együtt az Arabidopsis Information Resource (TAIR) adatbázisában tárolják.[10]
(Növényélettan, fejlődésbiológia, molekuláris genetika, populációgenetika, sejtbiológia, molekuláris biológia)
- Selaginella moellendorffii, az edényes növények evolúciójának egy ősi fejlődési vonalát képviselő csipkeharaszt; kulcs lehet a szárazföldi növények kialakulásának megértésében. Genomja kisméretű (~110 millió bázispár), a szekvenciát 2008 elején a Joint Genome Institute hozta nyilvánosságra. (Evolúcióbiológia, molekuláris biológia)
- Brachypodium distachyon, egy perjeféle, amit számos jellemzője a mérsékelt égövi gabonák kiváló modellnövényévé tesz. (Mezőgazdaság, molekuláris biológia, genetika)
- Lotus japonicus kerepfaj, pillangós modellszervezet, a nitrogénmegkötésért felelős szimbiotikus kapcsolatát vizsgálják. (Mezőgazdaság, molekuláris biológia)Lemna gibba

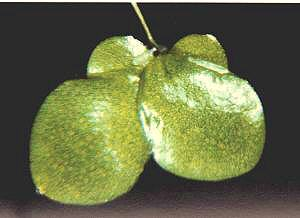
Lemna gibba

- Lemna gibba, vagy púpos békalencse egy gyors növekedésű, vízi életmódú egyszikű, a zárvatermők közül a legkisebbek közé tartozik. Növését kemikáliák növényekre vonatkozó toxikusságának mérésére használja fel az ökotoxikológia. Tiszta kultúrában (azaz más fajoktól mentesen) is növeszthető, így a mikrobák hatása kiküszöbölhető. A Lemna a biogyógyszerészetben komplex gyógyszerek üzemszerű gyártására felhasznált rekombináns génkifejeződési rendszer. Az oktatásban az exponenciális növekedés magyarázatára is felhasználják.

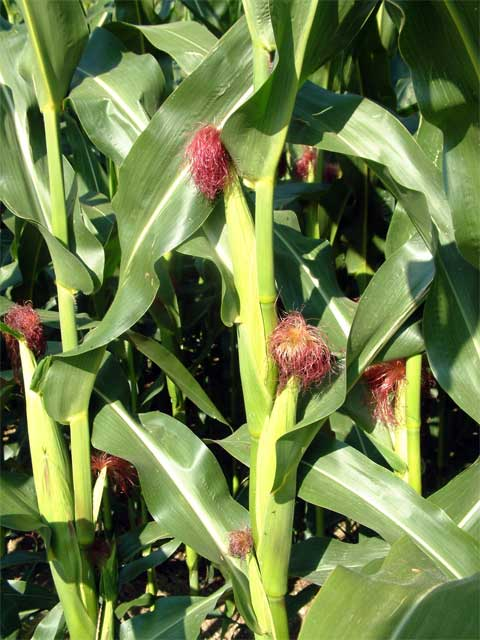
Zea mays

- Kukorica (Zea mays L.), egy gabonanövény. Diploid egyszikű növény 10 nagyméretű, mikroszkóp alatt jól tanulmányozható kromoszómapárral. Genetikai jellemzői, köztük számos jól ismert és feltérképezett fenotípusos mutánssal, és keresztezésenkénti nagy számú utóda (tipikusan 100-200) elősegítették a transzpozonok („ugráló gének”) felfedezését. Számos DNS-markerét feltérképezték, genomját szekvenálták. (Genetika, molekuláris biológia, mezőgazdaság)
- Medicago truncatula, pillangós modellszervezet, a takarmánylucerna közeli rokona. Kis méretű genomja jelenleg szekvenálás alatt áll. A nitrogénmegkötésért felelős szimbiotikus kapcsolatát vizsgálják. (Mezőgazdaság, molekuláris biológia)
- Mimulus vagy bohócvirág, evolúciós és funkcionális genomkutatások modellszervezete. A Scrophulariaceae, újabban a Phrymaceae családba tartozó, valószínűleg nem monofiletikus nemzetség mintegy 120 fajjal. Számos genetikai információforrás létezik a nemzetségről, némelyik ingyenesen hozzáférhető (http://www.mimulusevolution.org Archiválva 2020. augusztus 10-i dátummal a Wayback Machine-ben).
- Dohány BY-2-sejtek, egy dohánynövényből (Nicotiana tabaccum) nyert sejtvonal, szuszpenziós sejtkultúra (különálló sejtek vizsgálatára). Sejtszintű általános növényélettani vizsgálatokra használják fel. Nem ismeretes a fajta szekvenálására irányuló kutatás, de a vad faj, a Nicotiana tabaccum szekvenálása folyamatban van.[11] (Sejtbiológia, növényélettan, biotechnológia)
- Rizs (Oryza sativa) a gabonafélék modellszervezete. A gabonafajok között az egyik legkisebb genommal rendelkezik, melyet már szekvenáltak. (Mezőgazdaság, molekuláris biológia)
- Physcomitrella patens, egy valódi lombosmoha, amit a növények fejlődésének és molekuláris evolúciójának vizsgálatában használnak.[12] Idáig az egyetlen nem edényes, primitív szárazföldi növény, aminek a genomját teljesen szekvenálták.[12] Továbbá, jelenleg ez az egyetlen szárazföldi növény, amihez hatékony gene targeting (géntargeting) eljárást fejlesztettek ki, ami lehetővé teszi a génkiütést (gene knock-out).[13] Az eredményül kapott „knock-out mohákat” az International Moss Stock Center tárolja és szállítja. (Növényélettan, evolúciós biológia, molekuláris genetika, molekuláris biológia)

- Nyárfa (Populus), fás szárú növénynemzetség, amit erdőgenetikai és fás szárú növényekkel foglalkozó kísérletekben használnak. Genomja kisméretű, gyorsan megnő, és könnyen transzformálható. A szőröstermésű nyár (Populus trichocarpa) genomszekvenciája nyilvánosan hozzáférhető.

#### Állatok

##### Gerinctelenek

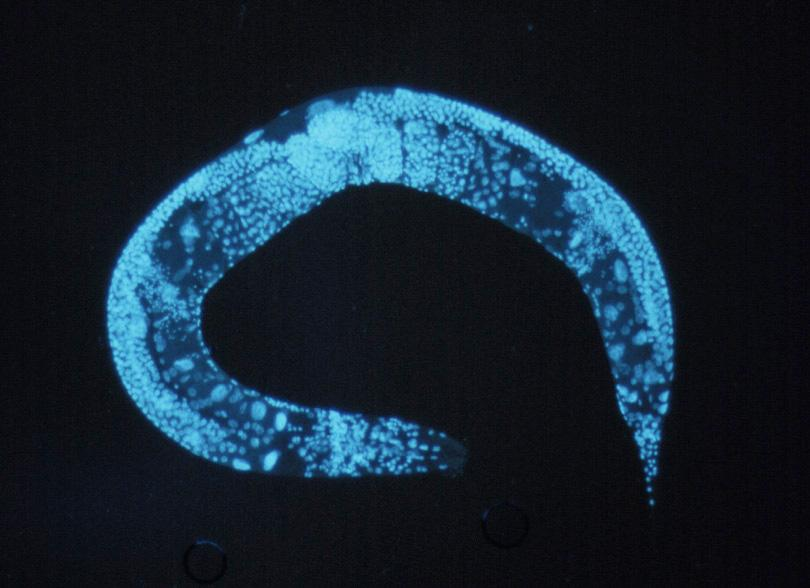
Caenorhabditis elegans

- Arbacia punctulata, lila tüskés tengerisün, az embriológiai kutatások klasszikus alanya
- Aplysia, egy tengeri csiga, tintakibocsátása alapján neurobiológiai modell, növekedési kúpjait pedig a sejtváz átrendeződéseivel kapcsolatban vizsgálják.
- Caenorhabditis elegans, egy fonálféreg, általában csak C. elegans[14] – kiváló modellszervezet a fejlődés és az élettani folyamatok genetikai szabályozásának megértésére. A C. elegans volt az első többsejtű élőlény, melynek a genomját szekvenálták.
- Ciona intestinalis, egy előgerinchúros.
- Drosophila, általában a Drosophila melanogaster (Sophophora melanogaster) – ecetmuslica, Thomas Hunt Morgan és mások kutatásainak alanya. Laboratóriumban könnyen nevelhető, gyors generációváltás jellemzi, könnyen lehet mutációkat létrehozni, amelyek közül sok jól megfigyelhető fenotípusos változást hoz létre. Újabban neurofarmakológiai kutatásokban is felhasználják.[15] (Molekuláris genetika, populációgenetika, fejlődésbiológia).
- Euprymna scolopes, kurtafarkú tintahal, a biolumineszcens Vibrio fischeri-val való, állat-baktérium közötti szimbiotikus kapcsolata teszi érdekessé.
- Hydra (állatnem), egy csalánozó, a regenerálódás és morfogenezis, valamint a kétoldali szimmetriájú alapszabás kifejlődésének modellszervezete.
- Loligo pealei, egy fejlábú (kalmár), az idegfunkciók kutatásában használják, óriási méretű axonja miatt (csaknem 1 mm átmérőjű, ez mintegy ezerszerese a tipikus emlős axonjának)
- Macrostomum lignano, szabadon úszó, tengeri laposféreg, modellszervezet az őssejtek, a regeneráció, az öregedés, a génfunkciók, és a biológiai nemek kifejlődésének tanulmányozásában. Laboratóriumban könnyen tartható, rövid tenyészidejű, meghatározatlan növekedésű, komplex viselkedést mutat.[16]
- Oikopleura dioica,[17] egy szabadon úszó előgerinchúros, azon belül farkos zsákállat
- Pristionchus pacificus, az evolúciós fejlődésbiológiában, a C. elegans-szal való komparatív analízisekben használt fonálféreg
- Schmidtea mediterranea, édesvízi planária; a regeneráció, és a szövetek, köztük az agy és a csíravonal kifejlődésének modellszervezete
- különböző ízeltlábúfajok sztomatogasztrikus (gyomorvezérlő) idegrendszere; az ismétlődő mozgások központi mintázatgenerátorának (vagy központi ritmusgenerátorának) modellje
- Strongylocentrotus purpuratus, lila tengerisün, a fejlődésbiológiában széles körben használt
- Symsagittifera roscoffensis, laposféreg, a kétoldali szimmetriájú alapszabás kifejlődését vizsgálják rajta
- Tribolium castaneum, rozsdabarna lisztbogár; ez az apró, könnyen tartható gyászbogár viselkedésökológiai kísérletek gyakori alanya

##### Gerincesek

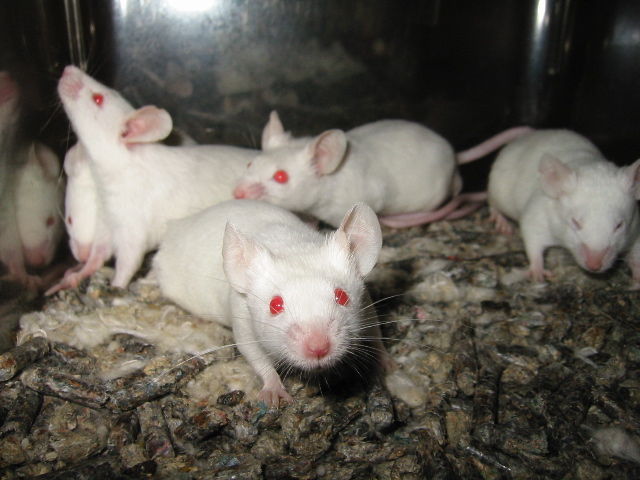
Laboratóriumi egér

- Tengerimalac (Cavia porcellus) – Robert Koch és más korai bakteriológusok használták baktériumfertőzések gazdaszervezeteként; angol nyelvterületen neve a kísérleti állat szinonimája lett; napjainkban kevésbé elterjedten használják
- Házi tyúk (Gallus gallus domesticus) – fejlődéstani kutatásokban használják, mivel magzatburkos, és kiváló alanya a mikromanipulációknak (pl. szövetbeültetés) és a génkifejeződés túlvezérlésének
- Macska (Felis silvestris catus) – idegélettani kutatások alanya
- Kutya (Canis lupus familiaris) – fontos légzőrendszeri, szív- és érrendszeri modellszervezet; vizsgálata vezetett a klasszikus kondicionálás felfedezéséhez is
- Hörcsög – elsőként használták a kala-azar betegség (leishmaniasis) tanulmányozására
- Egér (Mus musculus) – a klasszikus gerinces kísérleti állat. Számos beltenyésztett törzse hozzáférhető, köztük egy-egy (gyakran orvosilag) érdekes jellemzőre, pl. testméret, elhízás, izmosság kiválasztott leszármazási vonal. (Kvantitatív genetika, molekuláris evolúció, genomika)
- Ingolafélék – a gerincvelővel kapcsolatos kutatások
- Medaka (Oryzias latipes, japán rizshal) – a fejlődésbiológia fontos modellállata, a hagyományos zebradánióval szemben előnye, hogy erősebb alkatú
- Patkány (Rattus norvegicus) – különösen hasznos, mint toxikológiai modell, mint neurológiai modell és mint elsődleges sejtkultúrák forrása, mivel szervei és szervnél kisebb struktúrái nagyobbak az egérénél. (Molekuláris evolúció, genomika)
- Rézuszmajom (Macaca mulatta) – a fertőző betegségek és a kogníció kutatásában használják
- Gyapotpocok vagy gyapotpatkány (Sigmodon hispidus) – a betűfogú-formák közé tartozik, korábban a járványos gyermekbénulás kutatásában használták
- Zebrapinty (Taeniopygia guttata) – az énekesmadarak song control system-ével (dal-irányító rendszer) és a nem-emlős hallórendszerek vizsgálatának alanya
- Takifugu (Takifugu rubripes, egy gömbhalféle) – kisméretű genomja van, alacsony arányban tartalmaz nem kódoló DNS-t
- A dél-afrikai karmosbéka (Xenopus laevis) – fejlődésbiológiai felhasználását nagyméretű embriója indokolja, és hogy jól tűri a fizikális és farmakológiai manipulációkat
- Zebradánió (Danio rerio, egy édesvízi hal) – fejlődésének korai szakaszában teste csaknem teljesen átlátszó, ami egyedülálló betekintést nyújt az állat anatómiájába. Az egyedfejlődés tanulmányozása mellett toxikológiai és toxikopatológiai kutatások alanya,[18] vizsgálják továbbá a specifikus génfunkciókat és a jelátviteli útvonalak szerepét.

## Specifikus kutatások modellszervezetei

### Nemi szelekció és ivari konfliktusok
- Callosobruchus maculatus, szójazsizsik, egy levélbogárféle
- Chorthippus parallelus, közönséges rétisáska
- Coelopidae, hínárlégyfélék
- Diopsidae, nyelesszeműlégy-félék
- Drosophila spp., ecetmuslicák
- Macrostomum lignano, egy örvényféreg
- Gryllus bimaculatus, afrikai kétfoltos tücsök
- Scathophaga stercoraria, közönséges trágyalégy

### Hibrid zónák
- Bombina bombina és variegata
- Podisma spp. (hegyisáska) az Alpokban
- Caledia captiva (Orthoptera) Kelet-Ausztráliában

### Ökológiai genomika
- Daphnia pulex, környezeti indikátor modellszervezet

## Genetikai modellszervezetek táblázata
Az alábbi táblázat bemutatja néhány modellszervezet tekintetében a genomszekvenálási projekt állását, hogy a szervezet végez-e homológ rekombinációt és ismereteink szintjét a szervezet biokémiai útvonalairól.
| Szervezet                                      | Genom szekvenált | Homológ rekombináció | Biokémia   |
| ---------------------------------------------- | ---------------- | -------------------- | ---------- |
| Prokarióta                                     |                  |                      |            |
| Escherichia coli                               | Igen             | Igen                 | Kiváló     |
| Eukarióta, egysejtű                            |                  |                      |            |
| Dictyostelium discoideum                       | Igen             | Igen                 | Kiváló     |
| Saccharomyces cerevisiae                       | Igen             | Igen                 | Jó         |
| Schizosaccharomyces pombe                      | Igen             | Igen                 | Jó         |
| Chlamydomonas reinhardtii                      | Igen             | Nem                  | Jó         |
| Tetrahymena thermophila                        | Igen             | Igen                 | Jó         |
| Eukarióta, többsejtű                           |                  |                      |            |
| Caenorhabditis elegans                         | Igen             | Nehéz                | Nem túl jó |
| Drosophila melanogaster                        | Igen             | Nehéz                | Jó         |
| Arabidopsis thaliana                           | Igen             | Nem                  | Gyenge     |
| Gerinces                                       |                  |                      |            |
| Danio rerio                                    | Igen             | Nem                  | Jó         |
| Mus musculus                                   | Igen             | Igen                 | Jó         |
| Xenopus laevis                                 | Igen             |                      |            |
| Homo sapiens (Megjegyzés: nem modellszervezet) | Igen             | Igen                 | Jó         |

## Fordítás
- Ez a szócikk részben vagy egészben a Model organism című angol Wikipédia-szócikk ezen változatának fordításán alapul.  Az eredeti cikk szerkesztőit annak laptörténete sorolja fel. Ez a jelzés csupán a megfogalmazás eredetét és a szerzői jogokat jelzi, nem szolgál a cikkben szereplő információk forrásmegjelöléseként.